# Tropidosaura cottrelli
Tropidosaura cottrelli là một loài thằn lằn trong họ Lacertidae. Loài này được Hewitt mô tả khoa học đầu tiên năm 1925.